# Martin Táborský
Martin Táborský (* 11. ledna 1974 Hradec Králové) je bývalý český hokejový obránce.

## Hráčská kariéra
S hokejem začínal v mateřském klubu Stadion Hradec Králové, kde postupně prošel všemi mládežnickými kategoriemi. V „A“ mužstvu dospělých debutoval v roce 1992, ve svých 18 letech. V sezóně 1992–93 se spolupodílel na historickém postupu Hradce Králové do nejvyšší soutěže. V roce 1995 přestoupil do HC Slavia Praha. Až do roku 2001 hrál v české extralize. Posléze odešel hrát hokej do nejvyšší dánské soutěže, kde nastupoval za celky Frederikshavn IK, Herlev IC a Esbjerg IK. Po úspěšném Dánském angažmá se vrátil zpět do své rodné země kde od roku 2011 nastupoval v krajské hlavní soutěži za tým HC Wikov Hronov ve kterém v roce 2014 ukončil hokejovou kariéru.

## Trenérská kariéra
Od roku 2011 spolupracoval a výraznou měrou se podílel na rozvoji mládežnického hokeje v Hradci Králové. Od roku 2013 působil jako šéftrenér jaroměřské hokejové mládeže. Od roku 2019 působil jako hlavní trenér dorostenců HC Náchod. V létě 2022 se stal šéftrenérem náchodské hokejové mládeže.

## Příbuzenstvo
Martin je mladším bratrem bývalého hokejového obránce pražské Sparty, Pavla Táborského. Jeho syn Šimon působí jako obránce v dánském hokejovém klubu.

## Odehrané sezóny
- 1992–93 – HC Stadion Hradec Králové (1. liga)
- 1993–94 – HC Stadion Hradec Králové (ELH)
- 1994–95 – HC Lev Hradec Králové (1. liga)
- 1995–96 – HC Slavia Praha (ELH)
- 1997–98 – HC Petra Vsetín (ELH)
- 1998–99 – HC Vagnerplast Kladno (ELH)
- 1999–00 – HC Vagnerplast Kladno (ELH)
- 2000–01 – HC Vagnerplast Kladno (ELH), HC Berounští Medvědi (1. liga)
- 2001–02 – Frederikshavn White Hawks (DHL)
- 2002–03 – Frederikshavn White Hawks (DHL)
- 2003–04 – Frederikshavn White Hawks (DHL)
- 2004–05 – Frederikshavn White Hawks (DHL)
- 2005–06 – Herlev Hornets (DHL)
- 2006–07 – EfB Ishockey (DHL)
- 2007–08 – HC ČSOB Pojišťovna Pardubice (ELH)
- 2008–09 – HC ČSOB Pojišťovna Pardubice (ELH), HC VCES Hradec Králové (1. liga)
- 2009–10 – HC VCES Hradec Králové (1. liga)
- 2010–11 – HC VCES Hradec Králové (1. liga)
- 2011–12 – HC WIKOV Hronov (KHL)
- 2012–13 – HC WIKOV Hronov (KHL)
- 2013–14 – HC WIKOV Hronov (KHL)